# Giuseppe De Santis
Giuseppe De Santis (Fondi, 11 februari 1917 – Rome, 16 mei 1997) was een Italiaans filmregisseur en scenarioschrijver.

## Leven en werk

### Opleiding en eerste stappen
Giuseppe De Santis werd geboren in Fondi. Hij studeerde eerst letteren en wijsbegeerte, voordat hij naar de filmschool in Rome ging.  Hij was een communist en zat in het Romeinse verzet tijdens de Tweede Wereldoorlog.
Door zijn werk als filmrecensent begon hij zich voor neorealistische films te interesseren. In 1943 schreef De Santis mee aan het scenario van de misdaadfilm Ossessione van Luchino Visconti. Daarna begon hij almaar vaker te werken als scenarioschrijver en regieassistent. 

### Vertegenwoordiger van het Italiaans neorealisme
In 1947 draaide hij zijn eerste film, Caccia tragica. Met dit soort neorealistische drama's zou De Santis uitgroeien tot een eminente vertegenwoordiger van het Italiaans neorealisme. Zijn tweede film was het sociale drama Riso amaro (1950) dat niet alleen de filmcarrière van actrice Silvana Mangano lanceerde maar De Santis ook een Oscarnominatie opleverde voor het beste originele scenario. In zijn derde film, het boerendrama Non c'è pace tra gli ulivi (1950), debuteerde Lucia Bosè. Zijn vierde en laatste neorealistisch drama was Roma ore 11 (1952), de uitbeelding van een tragisch ongeval dat uitgroeide tot een pakkend vrouwelijk groepsportret.

### Later
Daarna ging het bergaf met het Italiaans neorealisme en oogstte hij minder succes met zijn volgende films. In 1995 kreeg hij op het Filmfestival van Venetië een Gouden Leeuw voor zijn gehele oeuvre. 

### Privéleven
De Santis was gehuwd met de Servische actrice Gordana Miletic (1937).
Hij was de broer van cameraman Pasqualino De Santis.
In 1997 stierf hij op 80-jarige leeftijd in Rome aan een hartaanval.

## Filmografie (selectie)

### Co-scenarioschrijver
- 1940 - Don Pasquale (Camillo Mastrocinque)
- 1943 - Ossessione (Luchino Visconti)
- 1946 - Il sole sorge ancora (Aldo Vergano)
- 1946 - Desiderio (Roberto Rossellini en Marcello Pagliero)
- 1947 - Ultimo amore (Luigi Chiarini)
- 1953 - Donne proibite (Giuseppe Amato)
- 1953 - Riscatto (Marino Girolami)

### Regisseur
- 1942 - La Gatta (korte film)
- 1945 - Giorni di gloria (samen met Luchino Visconti, Marcello Pagliero en Mario Serandrei) (documentaire)
- 1947 - Caccia tragica
- 1949 - Riso amaro
- 1950 - Non c'è pace tra gli ulivi
- 1952 - Roma ore 11
- 1953 - Un marito per Anna Zaccheo
- 1954 - Giorni d'amore
- 1956 - Uomini e lupi (samen met Leopoldo Savona)
- 1957 - I fidanzati della morte
- 1958 - Cesta duga godinu dana
- 1960 - La garçonnière (Flagrant délit)
- 1964 - Italiani brava gente
- 1972 - Un apprezzato professionista di sicuro avvenire
- 1995 - Oggi è un altro giorno (samen met Bruno Bigoni) (korte documentaire)